# George S. Robertson
George Stuart Robertson  (25 de mayo de 1872 – 29 de enero de 1967) fue un atleta, tenista y humanista británico, que compitió en los Juegos Olímpicos de Atenas 1896
Robertson estudió en el New College, Oxford, donde fue galardonado con el Premio Gaisford de Poesía Griega en 1894, y un Premio Azul de Oxford por el lanzamiento del martillo. En 1896, vio en una vidriera de una agencia de viajes un anuncio respecto a los Juegos Olímpicos de Atenas, por lo que más tarde contaría que "los clásicos griegos eran mi especialidad académica, por lo que no podía resistirme a no ir a los juegos Olímpicos". Robertson pago 11 libras esterlinas para viajar a Atenas para la inauguración de los juegos olímpicos modernos. Al arribar, quedó consternado cuando se enteró de que el lanzamiento de martillo, disciplina por la cual era especialista, no sería incluida en el programa de atletismo. Sin embargo, con espíritu amateurista, entró en las competencias de lanzamiento de bala y de disco.
En la competencia de lanzamiento de disco, finalizó cuarto, con una distancia de 25,20 metros; el peor lanzamiento de los que se tienen registros en los jugos olímpicos de Atenas.
En el torneo individual de tenis, Robertson fue derrotado en la primera ronda por Konstantinos Paspatis de Grecia. En el torneo de dobles, formó pareja con el australiano Teddy Flack. La pareja estuvo libre en la primera ronda, avanzando a la semifinal, garantizándose estar entre las tres mejores parejas del torneo sin jugar un solo juego. Esa semifinal la perdieron a manos de Dionysios Kasdaglis de Egipto y Demetrios Petrokokkinos de Grecia, finalizando terceros.
Robertson también es recordado por su actuación en la ceremonia de clausura de los juegos, cuando recitó una oda a la destreza atlética, que él había compuesto en griego.